# Alexis Georgoulis
Alexis Georgoulis (født 5. oktober 1974 i Larissa i Grækenland) er en græsk skuespiller og filminstruktør, der blev kendt i Grækenland ved sin deltagelse i den græske tv-serie "You Are My Mate" (Eisai To Tairi Mou) fra 2001. Hans første internationale rolle i en spillefilm var i Min Store Græske Tur (My Life in Ruins), en romantisk komedie, hvor han spillede den kærligheds-relaterede karakter til Nia Vardaloss rolle, den kvindelige hovedrolle.